# Газоотбойник

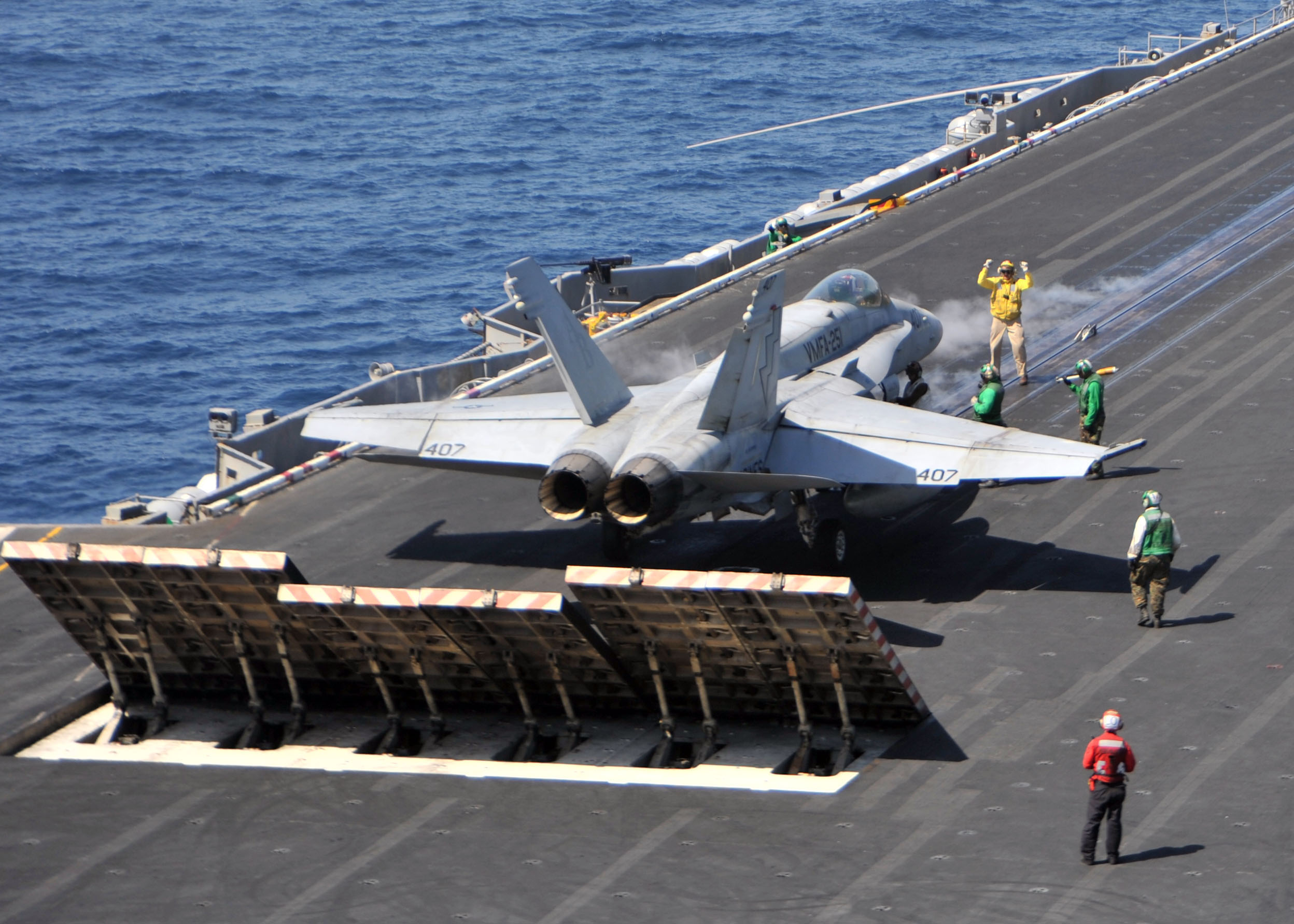
Газоотбойник на авианосце CVN-65 «Энтерпрайз»

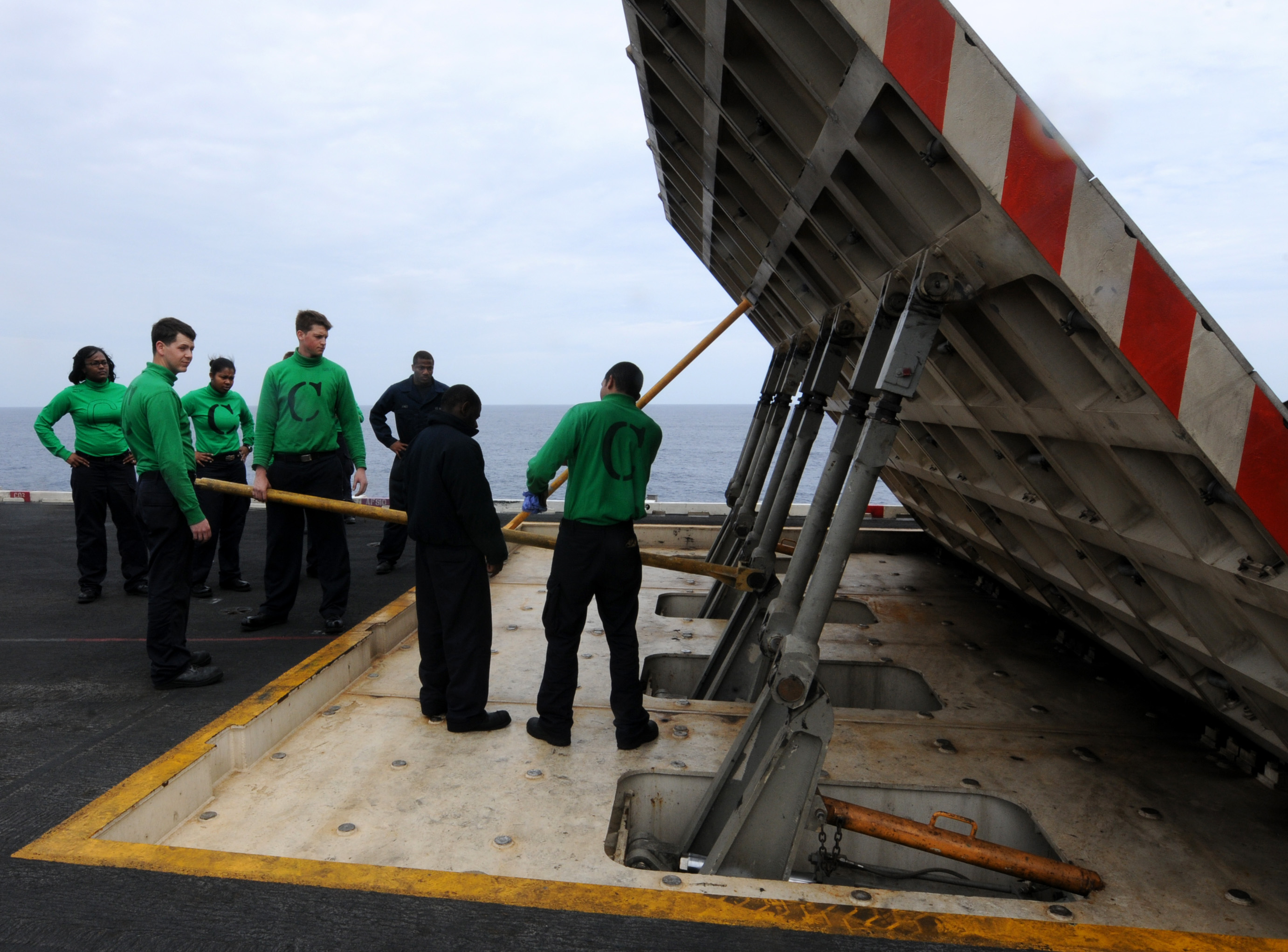
Газоотбойник на авианосце CVN-76 «Рональд Рейган»

Газоотбойник (газоотражатель, дефлектор газовой струи) — устройство, предназначенное для защиты персонала и оборудования от струи раскалённых реактивных газов в момент взлёта реактивного самолёта или пуска ракеты. Как правило, представляет собой панели из термостойкого материала, стационарные или подвижные, которые устанавливаются на взлётной полосе или за пусковой установкой. Зачастую панели охлаждаются проточной водой или другим хладагентом. В ряде случаев, например, на авианосцах, газоотбойники также необходимы, чтобы отработанные газы не глушили двигатели стоящих сзади самолётов.
Известны газоотбойники различной степени сложности, начиная от стационарных из монолитного бетона и заканчивая металлическими или стекловолоконными панелями, которые поднимаются и опускаются при помощи гидропривода и искусственно охлаждаются. На аэродромах и в ремонтных мастерских газоотбойники часто совмещаются со звукопоглощающими барьерами.

## История

### Аэропорты

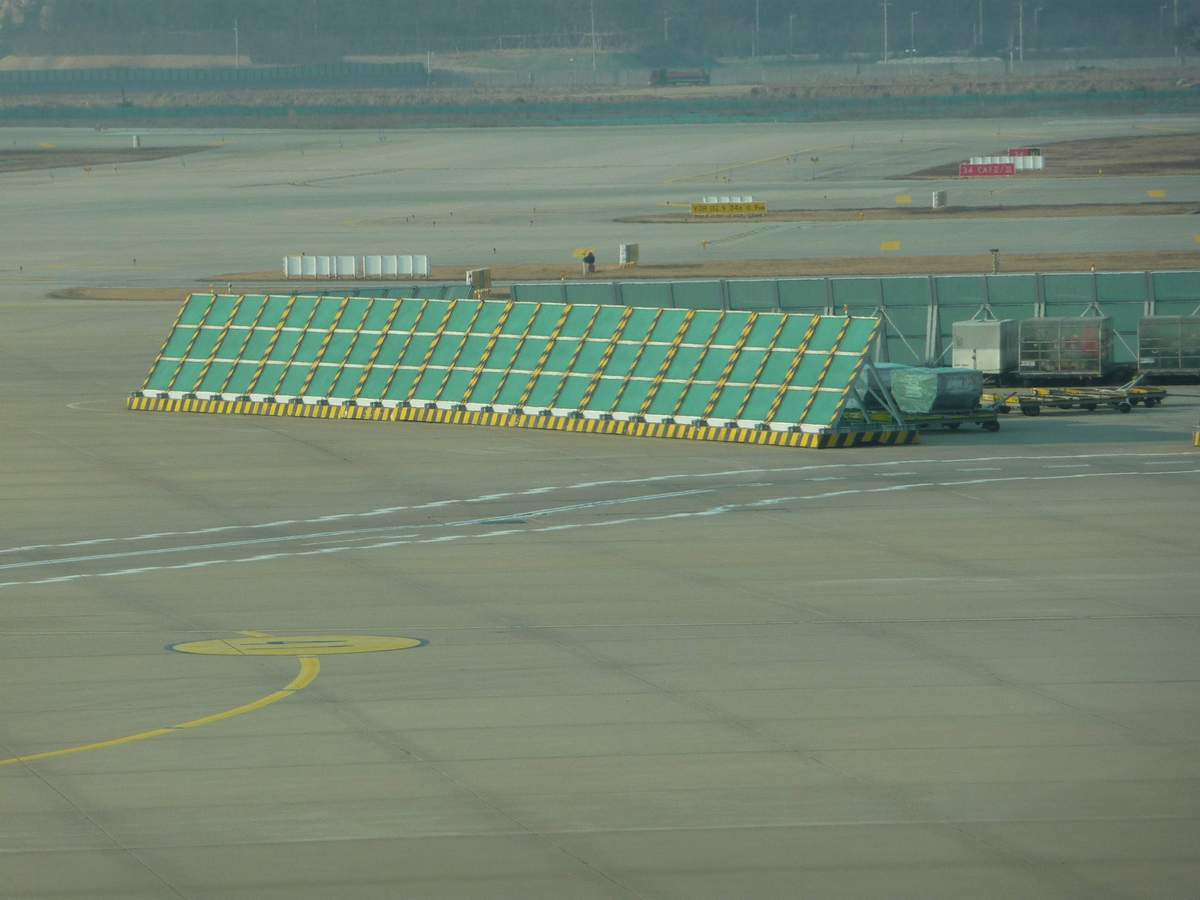
Газоотбойник в аэропорту Сеула

Первые газоотбойники появились в аэропортах в 1950-х годах. В 1960-х годах использовались газоотбойники высотой 1,8–2,4 м, к 1990-м годам их высота увеличилась вдвое. Для больших самолётов с двигателями, установленными выше уровня фюзеляжа (McDonnell Douglas DC-10, MD-11), высота газоотбойников достигала 10 м. Газоотбойники устанавливались в начале взлётной полосы, а также зачастую по периметру аэропорта. Благодаря наклону плит, реактивные газы отклонялись вверх. Со временем для лучшего рассеяния газов стали применять газоотбойники, состоящие из нескольких независимо поднимаемых на различные углы панелей.

### Авианосцы

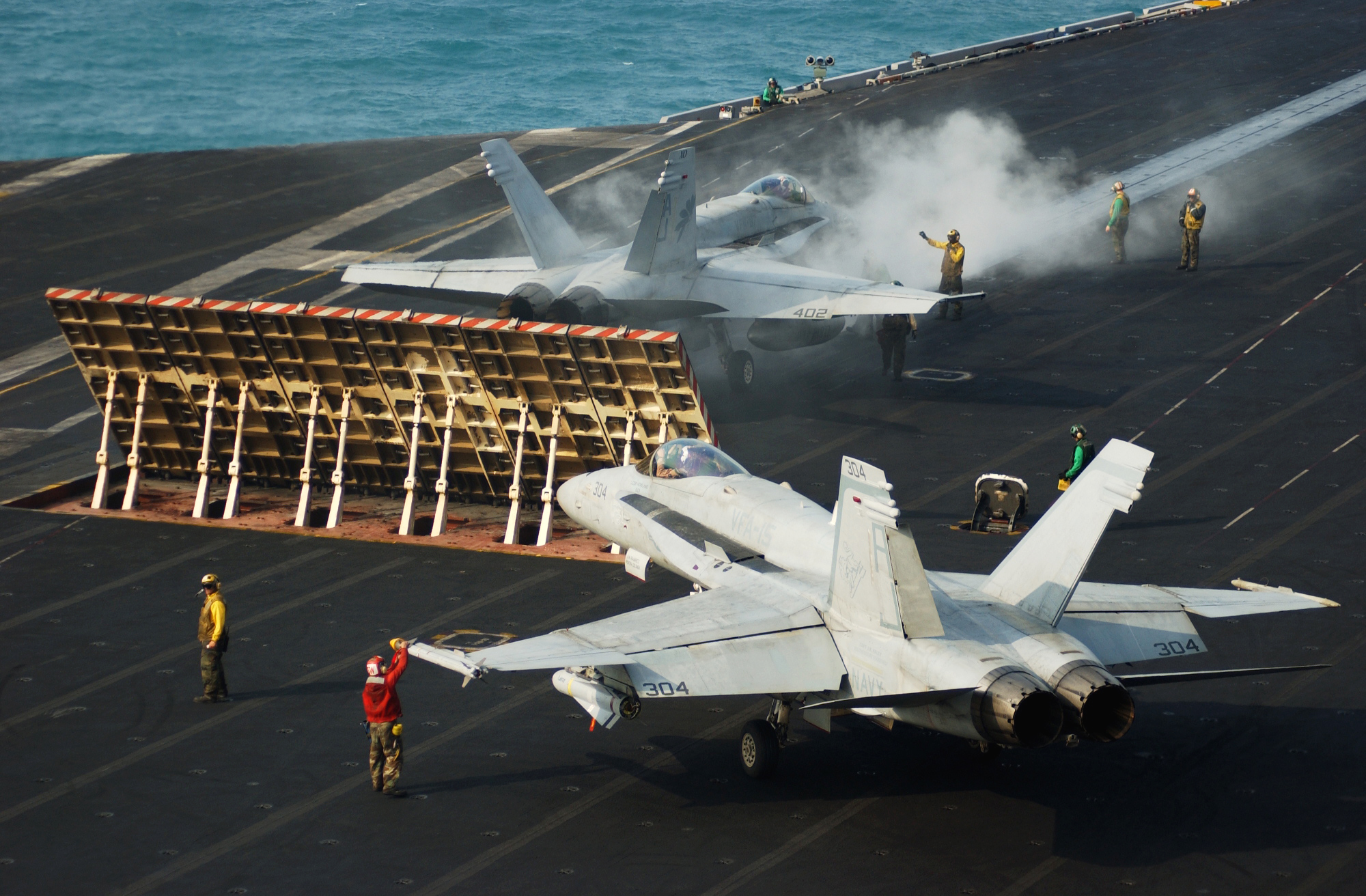
Взлёт самолётов FA-18 с катапульты 2 авианосца CVN-71 «Теодор Рузвельт»

На авианосцах газоотражатели устанавливаются сзади от каждой катапульты чтобы горячие реактивные газы не могли повредить самолёты, стоящие в очереди на взлёт. Панели газоотбойников изготавливаются из термоустойчивых материалов и имеют электромеханический или гидравлический привод. В неактивном состоянии панели утоплены в настил, составляя часть сплошной полётной палубы. Во время взлёта панели поднимаются на определённый угол, позволяя персоналу проводить проверку и техобслуживание стоящего сзади самолёта.
Газоотбойники начали устанавливать на авианосцах в конце 1940-х и начале 1950-х годов, с появлением реактивных палубных самолётов. Первым авианосцем, оснащённым отражателями, стал CV-34 «Орискани» типа «Эссекс», на котором отражатели были установлены во время модернизации в октябре 1947 – августе 1951 года.
Газоотбойники на авианосцах располагаются в непосредственной близости от работающих реактивных двигателей, температура отработанных газов которых достигает 1300 °C. Специальное палубное покрытие на поверхности панелей быстро выходит из строя и требует замены. Кроме того, разогретая поверхность панели не может служить для перемещения самолётов. Для решения этой проблемы с середины 1970-х годов используется принудительное охлаждение панелей проточной морской водой, которая поступает из системы пожаротушения корабля. Однако принудительное водяное охлаждение усложняет конструкцию газоотбойника и является источником потенциальной ненадёжности. На одном из последних американских авианосцев CVN-77 «Джордж Буш» в 2008 году был впервые установлены газоотбойники, покрытые термоустойчивым теплорассеивающим керамическим покрытием, долгое время применявшееся на космических кораблях типа «Шаттл».
Чаще всего газоотбойники авианосцев отклоняют газовую струю вверх, однако известны конструкции, направляющие её в подпалубное пространство с выводом через специальные каналы за борт корабля. Такая конструкция сохраняет работоспособность палубного покрытия панелей и не создаёт угрозы самолётам, пролетающим над палубой.

### Другие области применения

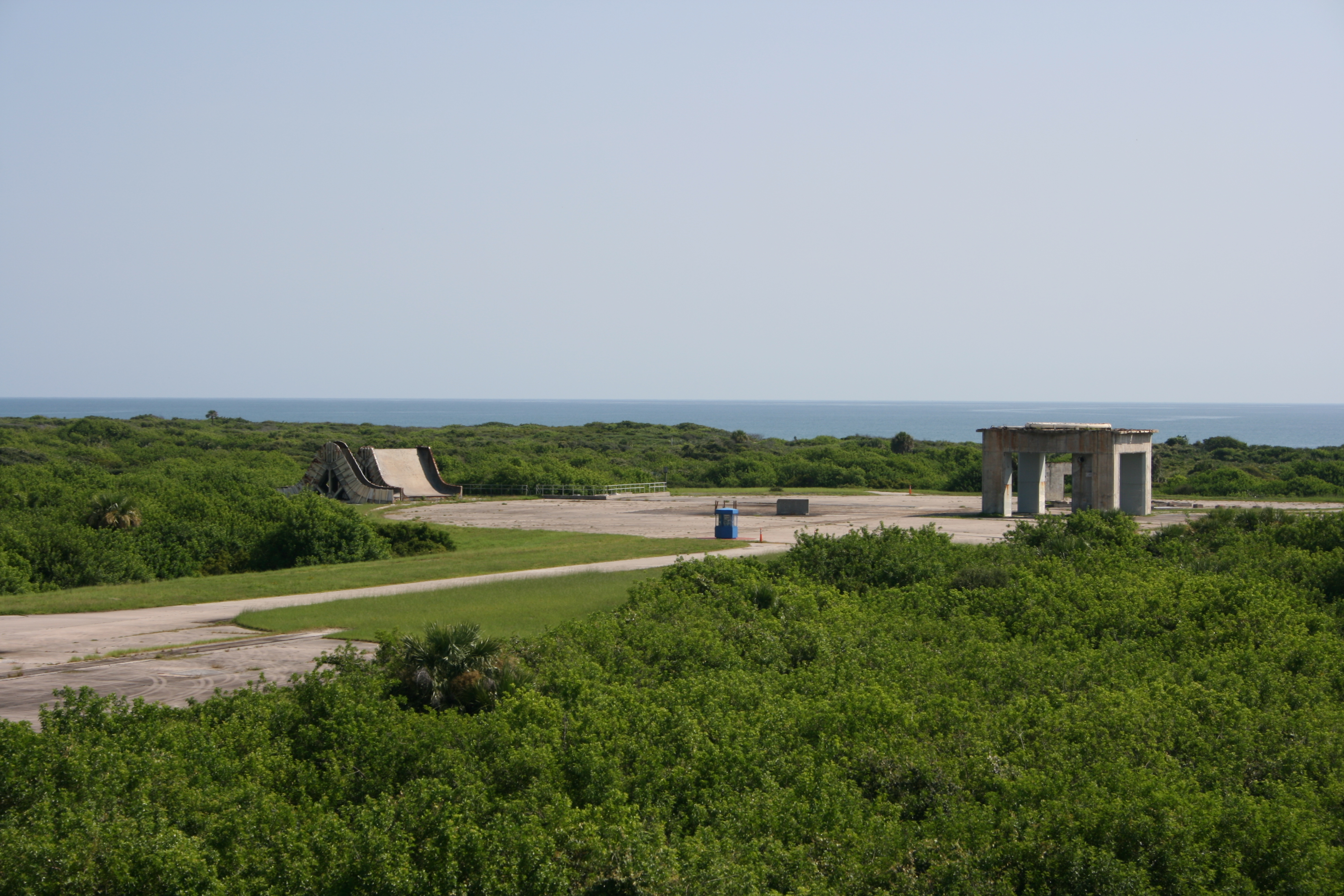
Бетонный газоотбойник на мысе Канаверал, у стартового стола космических кораблей «Аполлон»

Газоотбойники применяются также при испытании реактивных двигателей и при запуске ракет.
На некоторых стационарных газоотбойниках в аэропортах устанавливаются ветрогенераторы, позволяющие утилизировать часть рассеиваемой энергии реактивной струи.

## Фото

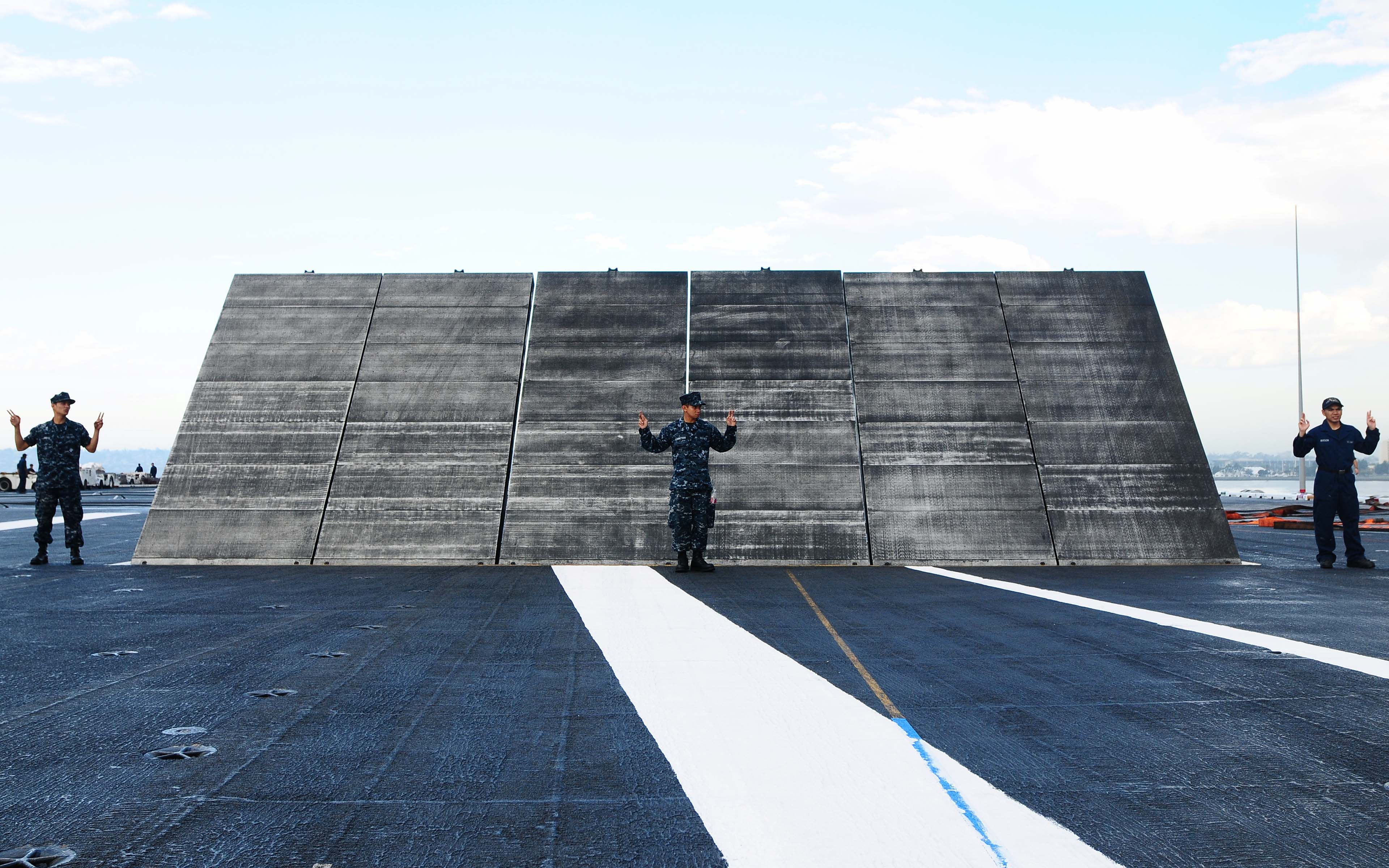
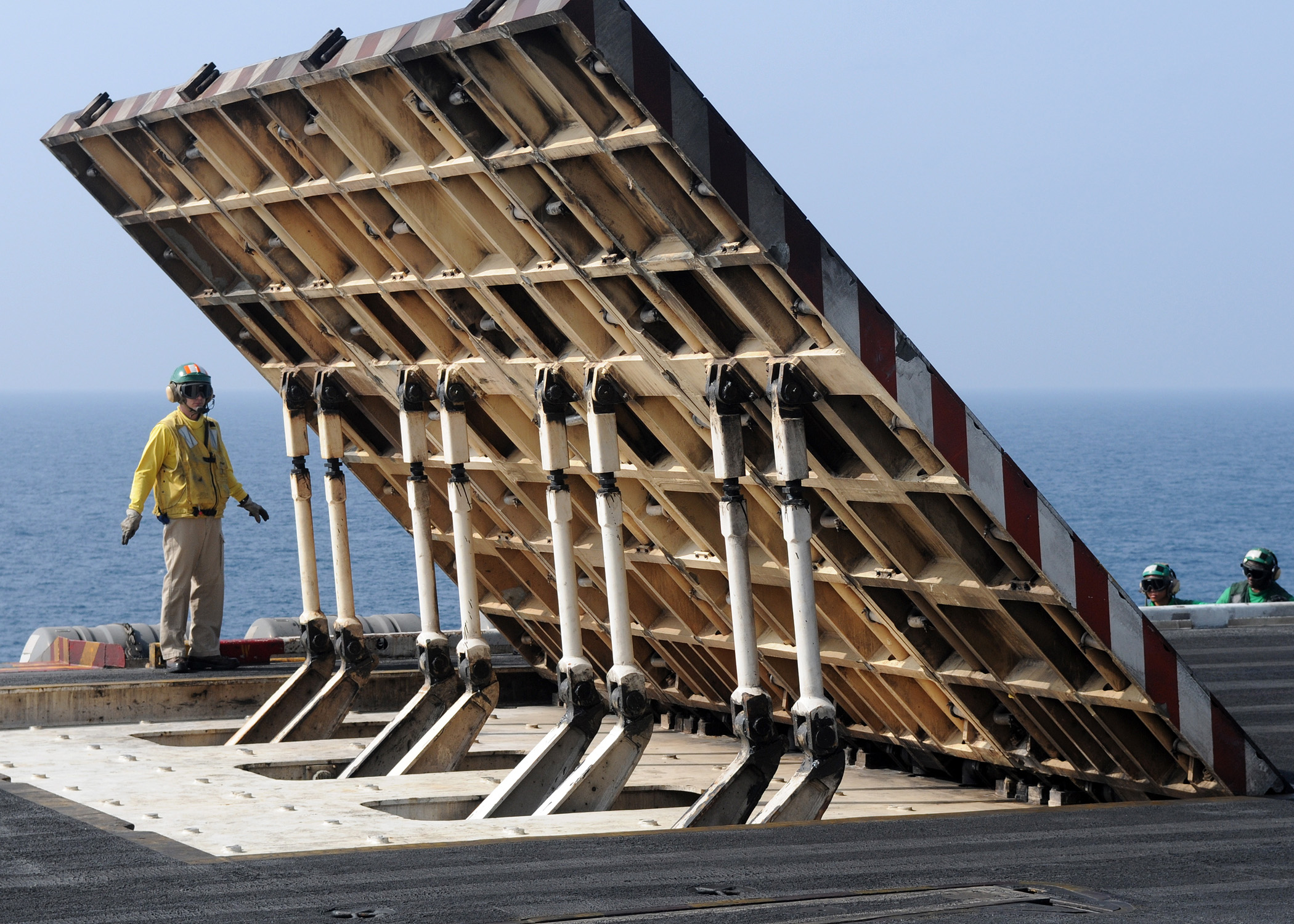
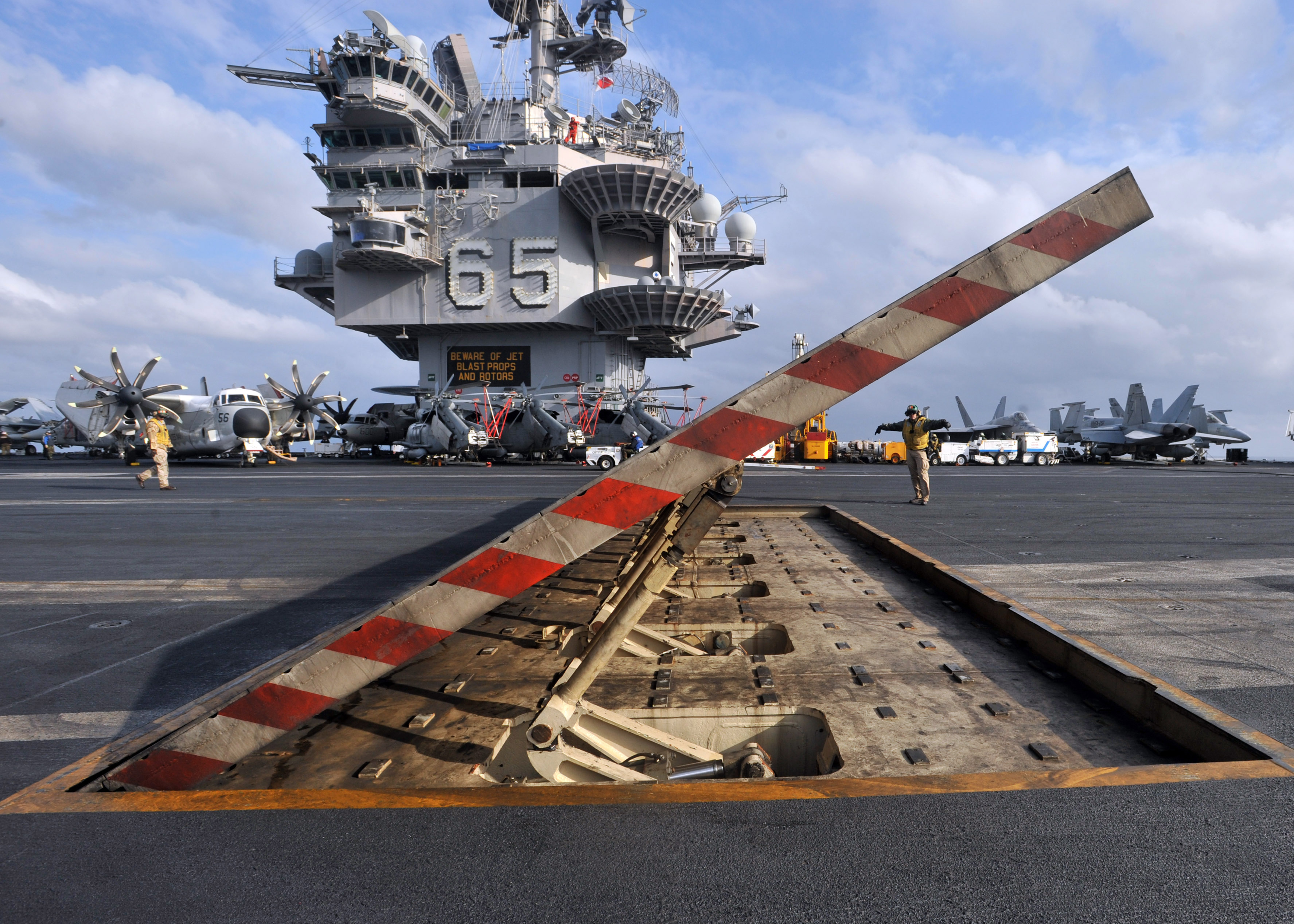
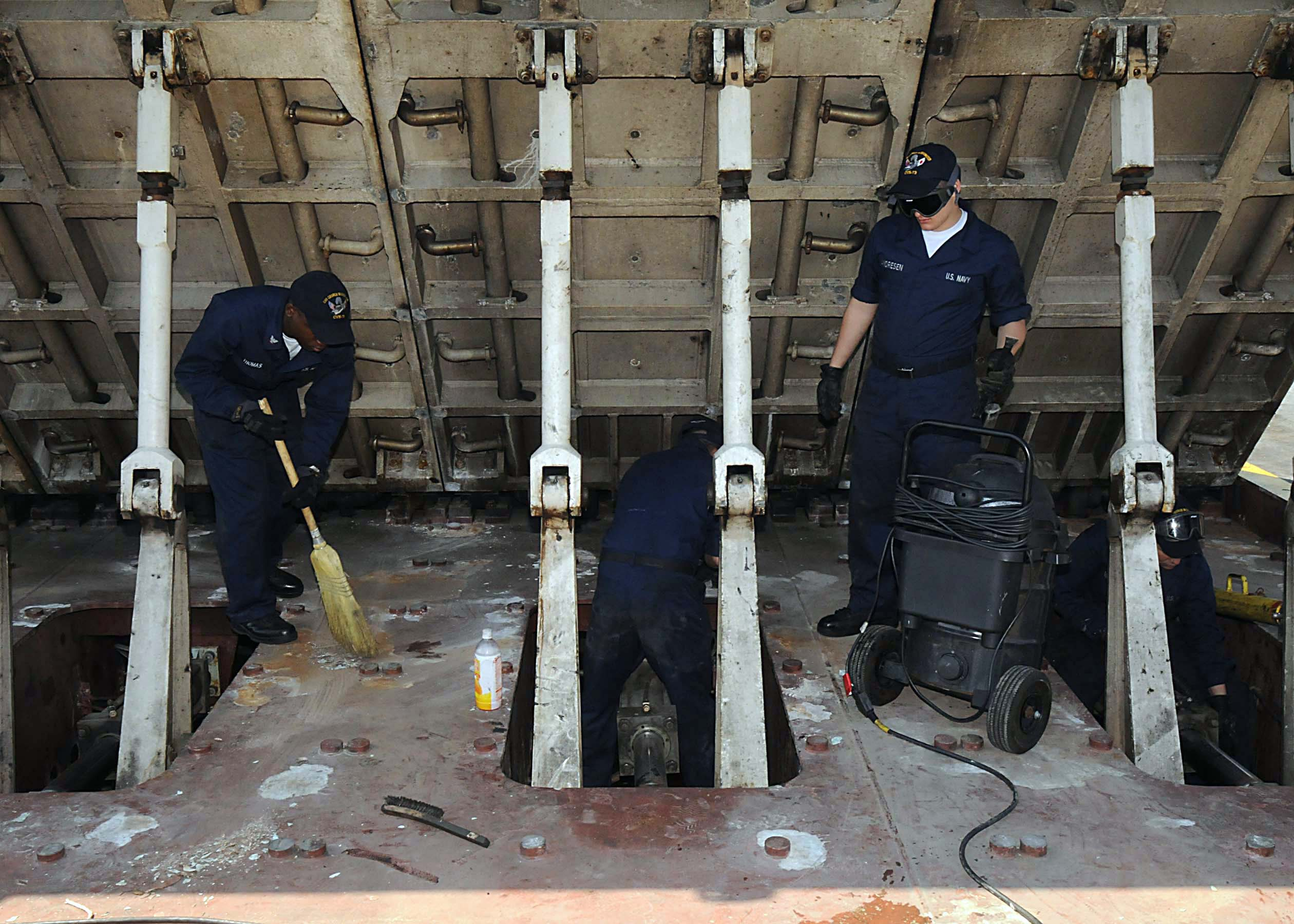
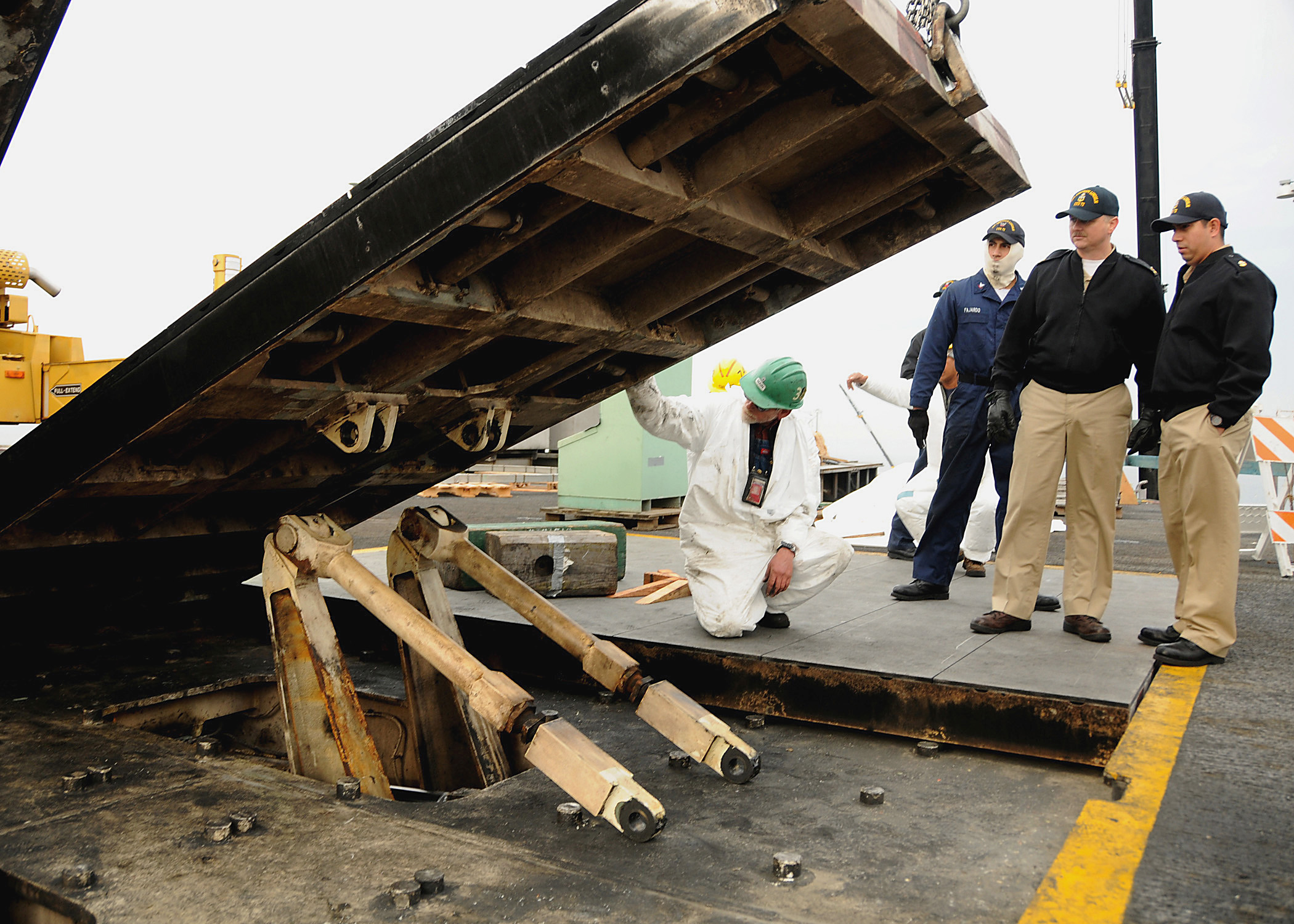
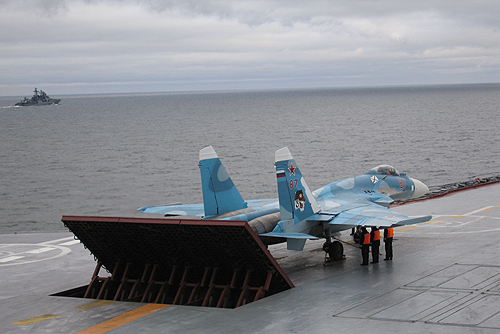
Газоотбойник на ТАКР «Адмирал Кузнецов»
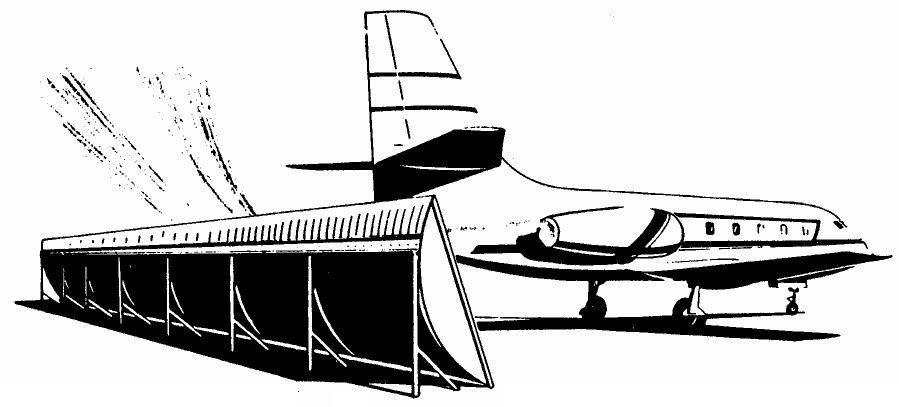
Типичный газоотбойник в аэропорту